# Conus pulchrelineatus
Conus pulchrelineatus é uma espécie de gastrópode do gênero Conus, pertencente à família Conidae.